# Sergio Cacho Reigadas
Sergio Cacho Reigadas, (Santander, 19 d'abril de 1974), és un jugador d'escacs espanyol, que té el títol de Mestre Internacional des de 1997.
A la llista d'Elo de la FIDE d'octubre de 2013, hi tenia un Elo de 2507 punts, cosa que en feia el jugador número 23 (en actiu) de l'estat espanyol. El seu màxim Elo va ser de 2532 punts, a la llista de juliol de 2011 (posició 598 al rànquing mundial).

## Resultats destacats en competició
Cacho es proclamà Campió d'Espanya absolut el 1994, per davant de Rafael Álvarez tot just un any després d'haver estat subcampió d'Espanya juvenil el 1993, en l'edició celebrada a Platja d'Aro (el campió fou Josep Oms). Va participar, representant Espanya, a l'Olimpíada d'escacs de 1994 a Moscou.
El 1996 va guanyar la medalla d'or al Campionat del Món Universitari celebrat a León.